# Schweizerhaus (Trechtingshausen)

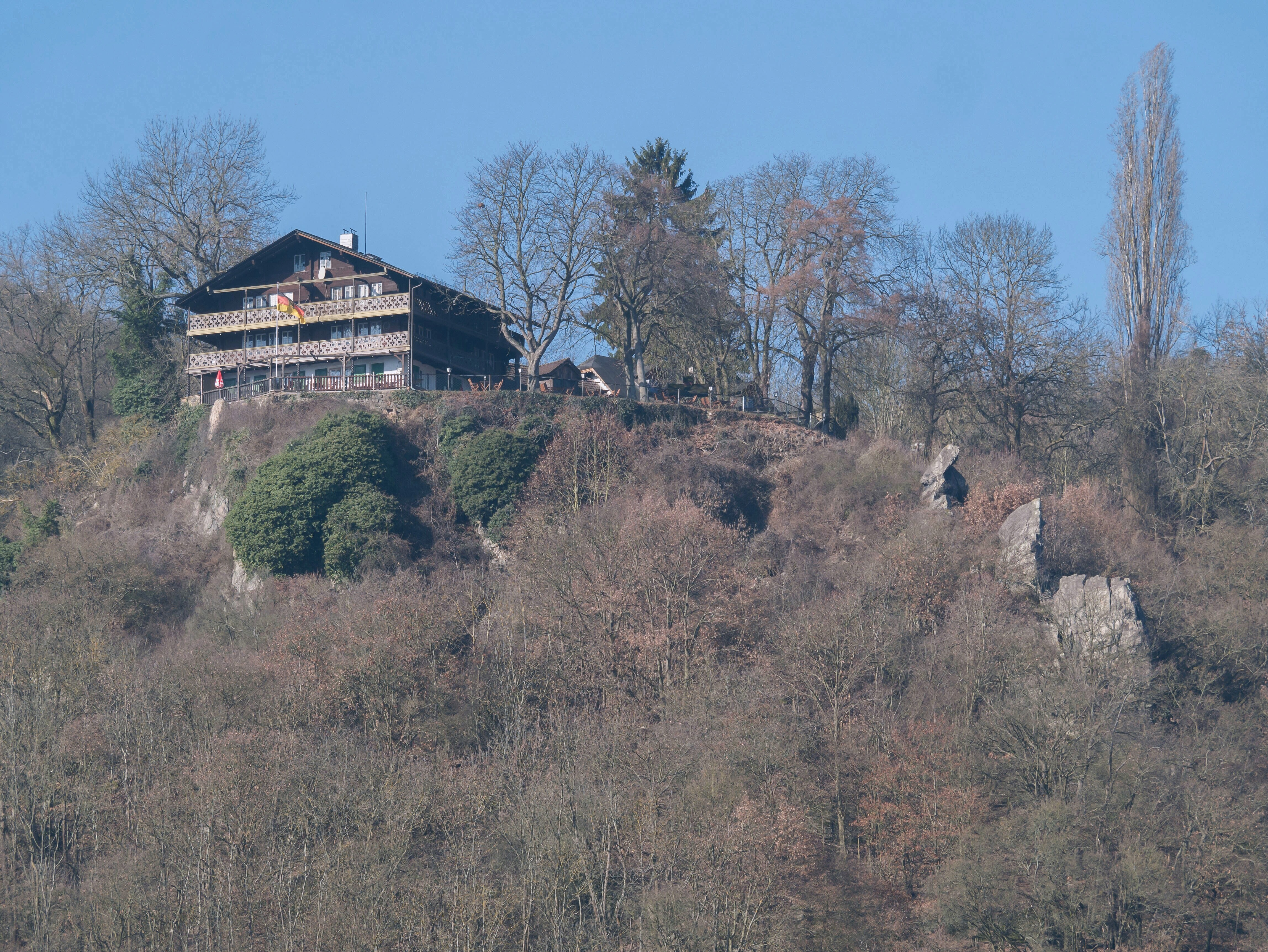
Das Schweizerhaus, Bergseite

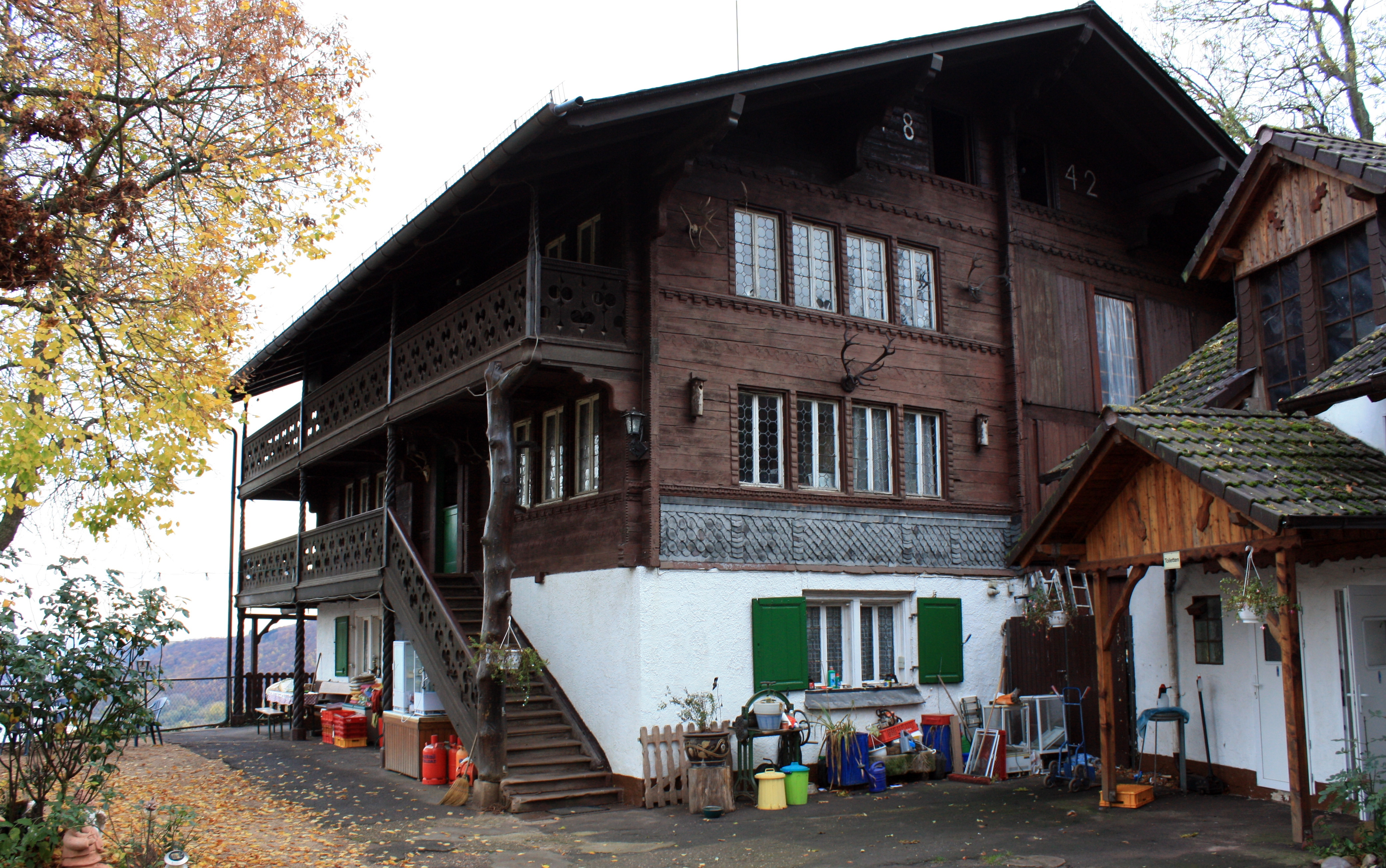
Das Schweizerhaus, Rückseite

Das Schweizerhaus ist ein Ausflugsrestaurant etwas südlich oberhalb der Burg Rheinstein im Oberen Mittelrheintal. Es liegt auf einem Felsplateau etwa 130 m über dem Rheinufer und ist nur zu Fuß zu erreichen. Von der Lage aus hat man einen freien Blick auf das am anderen Ufer liegende Assmannshausen und rheinaufwärts zum Binger Loch.
Seit 2002 ist das Schweizerhaus Teil des UNESCO-Welterbes Oberes Mittelrheintal.
Seit dem Tod des Inhabers ist die Waldgaststätte geschlossen. Ab Mai 2018 betreibt dessen Sohn nun einen Biergarten mit Blick; ein Restaurantbetrieb dürfte erst wieder nach Jahren möglich sein.

## Geschichte
Prinz Friedrich Wilhelm Ludwig von Preußen ließ das Haus 1842 bis 1844 auf dem Land des ehemaligen Faitsberger (Fatzberger) Hofes, der etwa ab dem 14. Jahrhundert Burg Rheinstein versorgte, von Schweizer Arbeitern in Holzblockbauweise errichten. Der Prinz war seit 1823 Eigentümer von Burg Rheinstein und ließ hier ein Gäste- und Ausflugshaus entstehen. Haus und Burg verbindet ein Serpentinenweg, an dessen Aussichtspunkten romantisierende Türmchen entstanden. Wie bei der Burg selbst wurde auch hier ein Weinberg angelegt. Dessen Terrassen sind heute verwaldet. Neben der ländlichen Idylle ließ der Prinz außerdem einen Turnierplatz anlegen. Name und Baustil des Hauses waren für die damalige Rheinromantik zeitgemäß. Neben dem Mittelrheintal war die Schweizer Bergwelt eine weitere „Ideallandschaft“ der Romantik.